# Red Óptica Sincrona SONET
La Red Óptica Síncrona, también llamada SONET, es un estándar creado para la transmisión digital de grandes cantidades de información en redes de fibra óptica mediante el uso de láser o diodos emisores de luz LED. 
Este estándar, definido por el ANSI para la red pública de telefonía empleada en EE. UU. a mediados de los años ochenta, fue desarrollado para sustituir a la Jerarquía Digital Plesiócrona PDH, sistema que permite el envío de varios canales sobre un mismo medio mediante la multiplexación.

## Orígenes
El uso de sistemas de transmisión de fibra óptica ha crecido en los últimos años,en lo que se refiere a aplicaciones de corta y larga distancia, lo cual depende en gran medida de la implementación de la red. Conforme han ido creciendo Internet y sus aplicaciones, también lo han hecho la demanda de conectividad y velocidades más rápidas, por ello surgieron estándares como SONET y SDH, las cuales continúan creciendo hoy en día.
Antes que SONET, la primera generación de los sistemas de fibra óptica para redes de telefonía pública, utilizaban arquitecturas, equipo, líneas de código, formas de multiplexación y procedimientos de mantenimiento propios.
Con el paso del tiempo fueron surgiendo distinto estándares estrechamente relacionados con la creación de redes de fibra ópticas, como son:
- SDH o Jerarquía Digital Síncrona desarrollado por la ITU y documentada en la norma G.707 y su extensión G.708
- SONET o Red de Fibra Óptica Síncrona que fue definido a partir de la norma T1.105 del ITU.

El estándar de red SONET fue desarrollado para satisfacer las exigencias de los nuevos servicios de comunicación según el modelo americano, mientras que SDH también fue desarrollado para el resto del mundo.
Por tanto podemos decir que no es correcto pensar en SDH o SONET como protocolos de comunicación en sí, sino más bien como medios para el traslado de los contenedores que trasportan tanto datos como voz.

## Estructura de SONET / Señales SDH
SONET Y SDH suelen utilizar términos diferentes para describir idénticas características o funciones, por lo que a veces esto lleva a la confusión. Con pocas excepciones, se puede decir que SONET es un subconjunto de SDH. Las dos principales diferencias entre ambos son:
- SONET puede utilizar una de las dos unidades básicas disponibles para crear los frames mientras que SDH sólo pueden utilizar uno.
- SDH ha mapeado las opciones adicionales que no están disponibles en SONET.

## Unidades básicas de transmisión
La unidad básica de transmisión que utiliza SDH es STM-1 o Módulo de Transporte Síncrono de Nivel 1, que opera a 155,52 Mbps. SONET se referirá a esta unidad básica como STS-3c o Señal Síncrona de Transporte Nivel 3 Concatenada, coincidiendo su funcionalidad, tamaño y velocidad binaria con los de STM-1.
SONET ofrece otra unidad básica de transmisión denominada STS-1, la cual tiene una velocidad de 51.84 Mbps, exactamente un tercio de la velocidad que tiene STM-1 / STS-3c.

### Framing
En los paquetes orientados a la transmisión de datos, tales como Ethernet, un frame, por lo general, consiste en una cabecera y una sección de datos o carga útil. En el caso de un STS-1, el frame tiene un tamaño de 810 octetos, mientras que en un STM-1 o STS-3c, es de 2430 octetos. Para STS-1, cada frame se transmite de la siguiente manera, 3 octetos de cabecera seguidos de 84 octetos pertenecientes a la carga útil, repitiéndose este proceso hasta que los 810 octetos son trasmitidos por completo.
La cabecera es un número que indica en cada línea STS-1 el byte de inicio de los datos de trama, en consecuencia el puntero no estará vinculado a la estructura de trama, sino que “flota” respecto a la trama.

### Frame SDH
Frame. Las primeras 9 columnas contienen la cabecera y los punteros. Para simplificar, el frame se muestra como una estructura rectangular de 270 columnas y 9 filas.

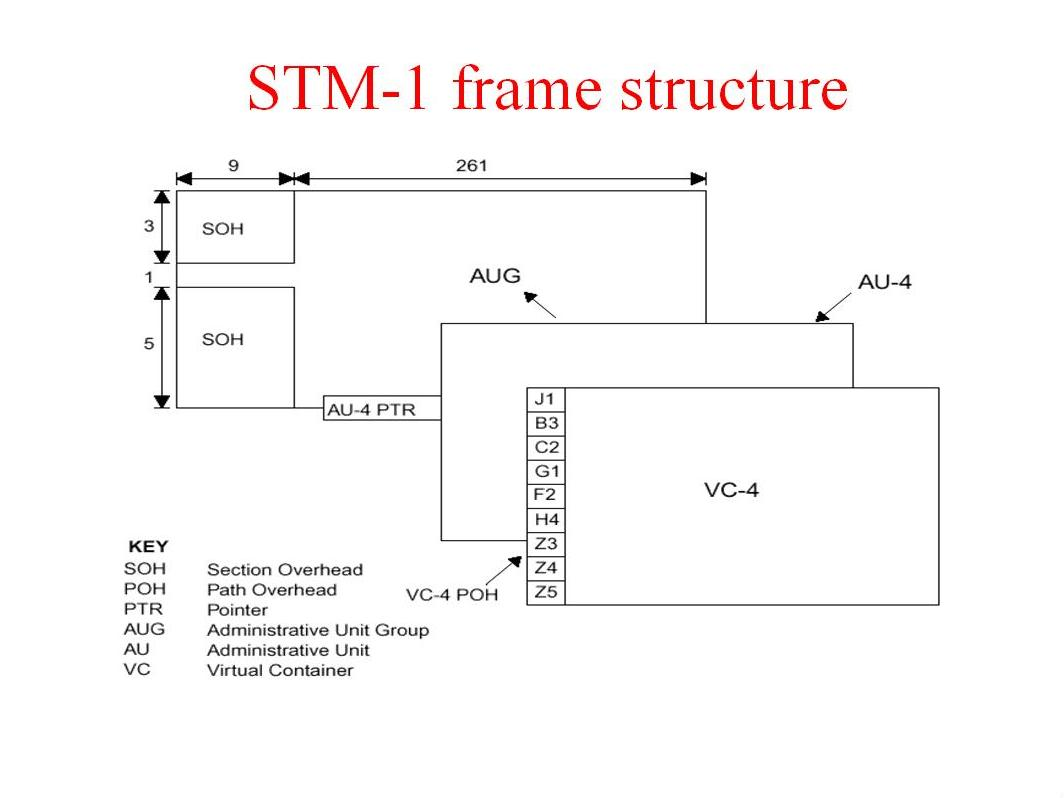
la figura muestra una estructura rectangular de 270 columnas y 9 filas. Las 3 primeras filas y 9 columnas contienen el RSOH, y las últimas 5 filas y 9 columnas contienen el MSOH. Las 4 filas de la parte superior contiene los punteros.

El STM-1 es el frame básico para construir las tramas SDH, que constituyen el primer nivel de la Jerarquía Digital Síncrona SDH. 
La trama básica SDH consiste en una matriz de bytes de 8 bits organizados dentro de 270 columnas y 9 filas. Como ya hemos dicho, la duración de cada trama de este tipo es de 125 microsegundos, y constan de tres áreas importantes: una sección de cabecera extra SOH, un puntero AU y la carga útil.
La señal básica de SONET es un STS-1 que consiste en una serie de frames, que disponen de 810 bytes organizados en 9 filas de 90 bytes. Este conjunto es transmitido cada 125 microsegundos, que es la velocidad del canal telefónico básico de 64 Kbps.
El STM es constante y se trasmite en serie, es decir, byte a byte y fila a fila. Cada uno de ellos está formado por:
- Contenido total = 9 x 270 bytes = 2430 bytes

- General = 9 filas x 9 bytes
- Carga útil= 9 filas x 261 bytes

- Periodo = 125 microsegundos
- Bitrate = 155520 Mbs (2430 x 8 bits x 8000 frames / s)

- Capacidad de carga útil = 150336 Mbps (2349 x 8 bits x 8000 frames / s)

La transmisión de la trama se hace fila por fila, partiendo de la esquina superior derecha.

## Elementos de la red SONET
- - Multiplexor terminall: su función es combinar las señales de entrada plesiócronas y terminales síncronas en el caso de señales STM-N de mayor velocidad. Dos multiplexores terminales unidos por una fibra con o sin un regenerador intermedio conforman el más simple de los enlaces de SONET.
  - Regeneradores: como su propio nombre indica, los regeneradores se encargan de regenerar el reloj y la amplitud de las señales de datos entrantes que han sido atenuadas y distorsionadas por la dispersión y otros factores.
  - Multiplexores Add/Drop(ADM): permiten insertar o extraer señales pleisócronas y síncronas de menor velocidad binaria en el flujo de datos SDH de alta velocidad. Gracias a esta característica es posible configurar estructuras en anillo, que ofrecen la posibilidad de conmutar automáticamente a un trayecto de reserva en caso de fallo por parte de algún elemento del trayecto.
  - Trasponedores digitales: este elemento de la red es el que más funciones tiene, ya que permite mapear las señales tributarias PDH en conectores virtuales, así como conmutar múltiples conectores, hasta VC-4 inclusive.

## Características
SONET se diseñó para cumplir con cuatro objetivos principales:
- Permitir la interconexión de redes de diferentes operadores, por lo que fue necesario fijar un estándar de señalización común con respecto a la longitud de onda, la temporización y la estructura de los marcos o frames empleados.
- Unificar los sistemas digitales estadounidense, europeo y japonés, que se basan en modulaciones por modificación de pulsos codificados PCM de 64 Kbps incompatibles entre sí.
- Garantizar la correcta multiplexación de varios canales digitales en portadoras de gran velocidad
- Proporcionas apoyo a la operación, la administración y el mantenimiento de la red, cuestiones que no habían sido abordadas en estándares anteriores.